# Ель-Ріо (Каліфорнія)
Ель-Ріо (англ. El Rio) — переписна місцевість (CDP) в США, в окрузі Вентура штату Каліфорнія. Населення — 7037 осіб (2020).

## Географія
Ель-Ріо розташований за координатами 34°14′43″ пн. ш. 119°9′25″ зх. д. / 34.24528° пн. ш. 119.15694° зх. д. (34.245286, -119.156834).  За даними Бюро перепису населення США в 2010 році переписна місцевість мала площу 5,24 км², уся площа — суходіл.

## Демографія
Згідно з переписом 2010 року, у переписній місцевості мешкало 7198 осіб у 1629 домогосподарствах у складі 1388 родин. Густота населення становила 1373 особи/км².  Було 1700 помешкань (324/км²).
Расовий склад населення:
| - 48,6 % — білих - 2,8 % — корінних американців - 1,0 % — азіатів - 0,8 % — чорних або афроамериканців - 0,3 % — вихідців з тихоокеанських островів - 42,1 % — осіб інших рас |

До двох чи більше рас належало 4,4 %. Частка іспаномовних становила 86,0 % від усіх жителів.
За віковим діапазоном населення розподілялося таким чином: 30,0 % — особи молодші 18 років, 60,8 % — особи у віці 18—64 років, 9,2 % — особи у віці 65 років та старші. Медіана віку мешканця становила 29,6 року. На 100 осіб жіночої статі у переписній місцевості припадало 106,9 чоловіків;  на 100 жінок у віці від 18 років та старших — 106,0 чоловіків також старших 18 років.
Середній дохід на одне домашнє господарство  становив 69 876 доларів США (медіана — 62 361), а середній дохід на одну сім'ю — 69 666 доларів (медіана — 66 786). Медіана доходів становила 29 191 долар для чоловіків та 24 489 доларів для жінок. За межею бідності перебувало 19,2 % осіб, у тому числі 36,2 % дітей у віці до 18 років та 6,4 % осіб у віці 65 років та старших.
Цивільне працевлаштоване населення становило 3230 осіб. Основні галузі зайнятості: сільське господарство, лісництво, риболовля — 14,9 %, роздрібна торгівля — 14,1 %, виробництво — 12,3 %, науковці, спеціалісти, менеджери — 12,0 %.